# Атуба, Тимоте
Тимоте́ Атуба́ Эссама (фр. Timothée Atouba Essama; род. 17 февраля 1982, Дуала) — камерунский футболист, игравший на позиции защитника.

## Клубная карьера
Несмотря на возможные сложности с попаданием в состав, Атуба всё-таки подписал контракт с «Тоттенхэм Хотспур» в июне 2004 года. Несмотря на несколько успешных игр на фланге обороны, Тимоте не смог закрепиться в основе «шпор». К концу сезона на его счету был всего один гол, забитый им в победном матче против «Ньюкасл Юнайтед». Проведя в Лондоне год, Атуба перешёл в «Гамбург», селекционерам которого понравились техника и скоростные проходы камерунца.
В 2006 году Атуба выступал в составе «Гамбурга» в Лиге чемпионов, Тимоте допустил несколько ошибок, которые привели к пропущенным голам. С трибун посыпались оскорбления и Атуба показал болельщикам средний палец, однако судья не заметил этого жеста. Когда тренер заменил Атубу история повторилась, и судья был вынужден удалить Атубу с поля. Летом 2009 года контракт Атубы с «Гамбургом» подошёл к концу, и бывший наставник «Гамбурга» — Мартин Йол предложил Тимоте переехать в Амстердам, в котором Йол был назначен новым главным тренером «Аякса». В итоге Атуба подписал с амстердамским клубом двухлетнее соглашение.

## Международная карьера
Атуба в составе сборной Камеруна участвовал в Кубке Африканских Наций 2004 года, команда, финишировав на первом месте в группе, потерпела поражение в матче за выход в полуфинал.

## Достижения
Сборная Камеруна
- Победитель Кубка африканских наций: 2000
- Серебряный призёр Кубка конфедераций: 2003
- Серебряный призёр Кубка африканских наций: 2008